# Лусис, Волдемарс
Волдемарс Лусис (латыш. Voldemārs Lūsis; 7 декабря 1974 года, Рига) — латвийский метатель копья. Участник Олимпийских игр 2000 и 2004 годов и двух чемпионатов мира (2001, 2003). Персональный рекорд в метании копья — 84,19 метра.
Был генеральным секретарём Союза латвийских легкоатлетов.
Отец, Янис Лусис — известный советский легкоатлет. Мать, Эльвира Озолиня — олимпийская чемпионка 1960 года в метании копья.